# Michel Jourdan (acteur)
Pour les articles homonymes, voir Michel Jourdan et Jourdan.
Michel Jourdan, nom de scène de Michel Yves René Leray, né le 2 juin 1926 à Nantes et mort le 4 août 1985 dans le 10e arrondissement de Paris, est un acteur et scénariste de cinéma français.

## Filmographie
- 1947 : Les Condamnés de Georges Lacombe
- 1947 : Les amoureux sont seuls au monde d'Henri Decoin
- 1948 : Dédée d'Anvers d'Yves Allégret :
- 1948 : Scandale de René Le Hénaff : le reporter
- 1948 : La Nuit blanche de Richard Pottier : un inspecteur
- 1948 : Le Droit de l'enfant de Jacques Daroy : Michel Laroque
- 1949 : La Passagère de Jacques Daroy : (non crédité)
- 1950 : La Maison du printemps de Jacques Daroy : Alain
- 1950 : Mammy de Jean Stelli
- 1951 : Les Quatre Sergents du Fort Carré d'André Hugon : Pierre Thomelin
- 1951 : Ils étaient cinq de Jacques Pinoteau : Roger Courtois
- 1952 : La Forêt de l'adieu de Ralph Habib
- 1953 : Dans les faubourgs de la ville (Ai margini della metropoli) de Carlo Lizzani
- 1954 : Touchez pas au grisbi de Jacques Becker : Marco, le jeune truand
- 1955 : Razzia sur la chnouf de Henri Decoin : Marcel, le revendeur à vélo
- 1956 : Mémoires d'un flic de Pierre Foucaud : Fred
- 1956 : Le Feu aux poudres de Henri Decoin
- 1957 : Méfiez-vous fillettes d'Yves Allégret : Bertie
- 1957 : Quand la femme s'en mêle d'Yves Allégret
- 1958 : Amour, Autocar et Boîtes de nuit de Walter Kapps
- 1958 : La Chatte d'Henri Decoin
- 1960 : Pierrot la tendresse de François Villiers
- 1960 : La Chatte sort ses griffes d'Henri Decoin
- 1961 : Les Ennemis d'Édouard Molinaro
- 1961 : Le Puits aux trois vérités de François Villiers
- 1963 : La Route série télévisée de Pierre Cardinal
- 1963 : Le Vice et la Vertu de Roger Vadim
- 1963 : OSS 117 se déchaîne d'André Hunebelle
- 1968 : Faut pas prendre les enfants du bon Dieu pour des canards sauvages de Michel Audiard
- 1973 : Les Enquêtes du commissaire Maigret de François Villiers, épisode : Mon ami Maigret : Charlot